# Chris J. Johnson
Chris J. Johnson (Stoneham, 29 agosto 1977) è un attore statunitense.

## Biografia
Nasce a Stoneham in Massachusetts. Chris ha interpretato un ruolo di supporto in xXx 2: The Next Level e ha recitato da protagonista nei cortometraggi "Three Blind Mice" e Daydream Believer. Ha paetecipato anche in Straight-Jacket, Cursed e Fifty Pills in ruoli minori.
Chris ha recitato in diverse serie televisive tra cui Desperate Housewives e The Vampire Diaries, nel ruolo di Logan Fell. Ha anche interperato un ruolo principale nella serie South Beach. 
È sposato con l'attrice Amy Laughlin.

## Filmografia

### Cinema
- Straight-Jacket, regia di Richard Day (2004)
- Three Blind Mice, regia di Jordan Ross - cortometraggio (2004)
- Cursed - Il maleficio (Cursed), regia di Wes Craven (2005)
- Daydream Believer, regia di John Anthony Bruno - cortometraggio (2005)
- xXx 2: The Next Level (xXx: State of the Union), regia di Lee Tamahori (2005)
- Fifty Pills, regia di Theo Avgerinos (2006)
- Dietro le linee nemiche III - Missione Colombia (Behind Enemy Lines: Colombia), regia di Tim Matheson (2009)
- Five Star Day, regia di Danny Buday (2010)
- 47 metri (47 Meters Down), regia di Johannes Roberts (2017)
- Peppermint - L'angelo della vendetta (Peppermint), regia di Pierre Morel (2018)

### Televisione
- CSI - Scena del crimine (CSI: Crime Scene Investigation) – serie TV, episodio 3x03 (2002)
- Miss Match – serie TV, episodio 1x18 (2003)
- Le cose che amo di te (What I Like About You) – serie TV, episodio 1x13 (2003) - non accreditato
- Run of the House – serie TV, episodio 1x11 (2003)
- NCIS - Unità anticrimine (Navy NCIS: Naval Criminal Investigative Service) – serie TV, episodio 1x17 (2004)
- Desperate Housewives – serie TV, episodio 1x06 (2004)
- JAG - Avvocati in divisa (JAG) – serie TV, episodi 7x18 - 10x18 (2002-2005)
- She Said/He Said, regia di Daniel Berendsen e Heidi Clements - film TV (2006)
- South Beach – serie TV, 8 episodi (2006)
- Senza traccia (Without a Trace) – serie TV, episodio 5x21 (2007)
- Shark - Giustizia a tutti i costi (Shark) – serie TV, episodio 1x20 (2007)
- The More Things Change..., regia di Todd Phillips - film TV (2008)
- The Vampire Diaries – serie TV, 5 episodi (2009)
- La strana coppia (The Good Guys) – serie TV, episodio 1x15 (2010)
- Against the Wall – serie TV, 11 episodi (2011)

## Doppiatori italiani
Nelle versioni in italiano delle opere in cui ha recitato, Chris J. Johnson è stato doppiato da:
- Roberto Certomà in CSI - Scena del crimine
- Davide Marzi in NCIS - Unità anticrimine
- Riccardo Scarafoni ne Il risolutore
- Dodo Versino in Peppermint - L'angelo della vendetta
- Luca Mannocci in The Orville
- Pasquale Severino in 9-1-1

## Videogiochi
- L.A. Noire - Grosvenor McCaffrey